# Rakovnica
Rakovnica (bis 1948 slowakisch „Rekeňa“ – bis 1927 auch „Rekeň“; deutsch Reiken, ungarisch Rekenyeújfalu) ist eine Gemeinde im Osten der Slowakei mit 570 Einwohnern (Stand 31. Dezember 2024), die zum Okres Rožňava, einem Teil des Košický kraj, gehört und in der traditionellen Landschaft Gemer liegt.

## Geographie

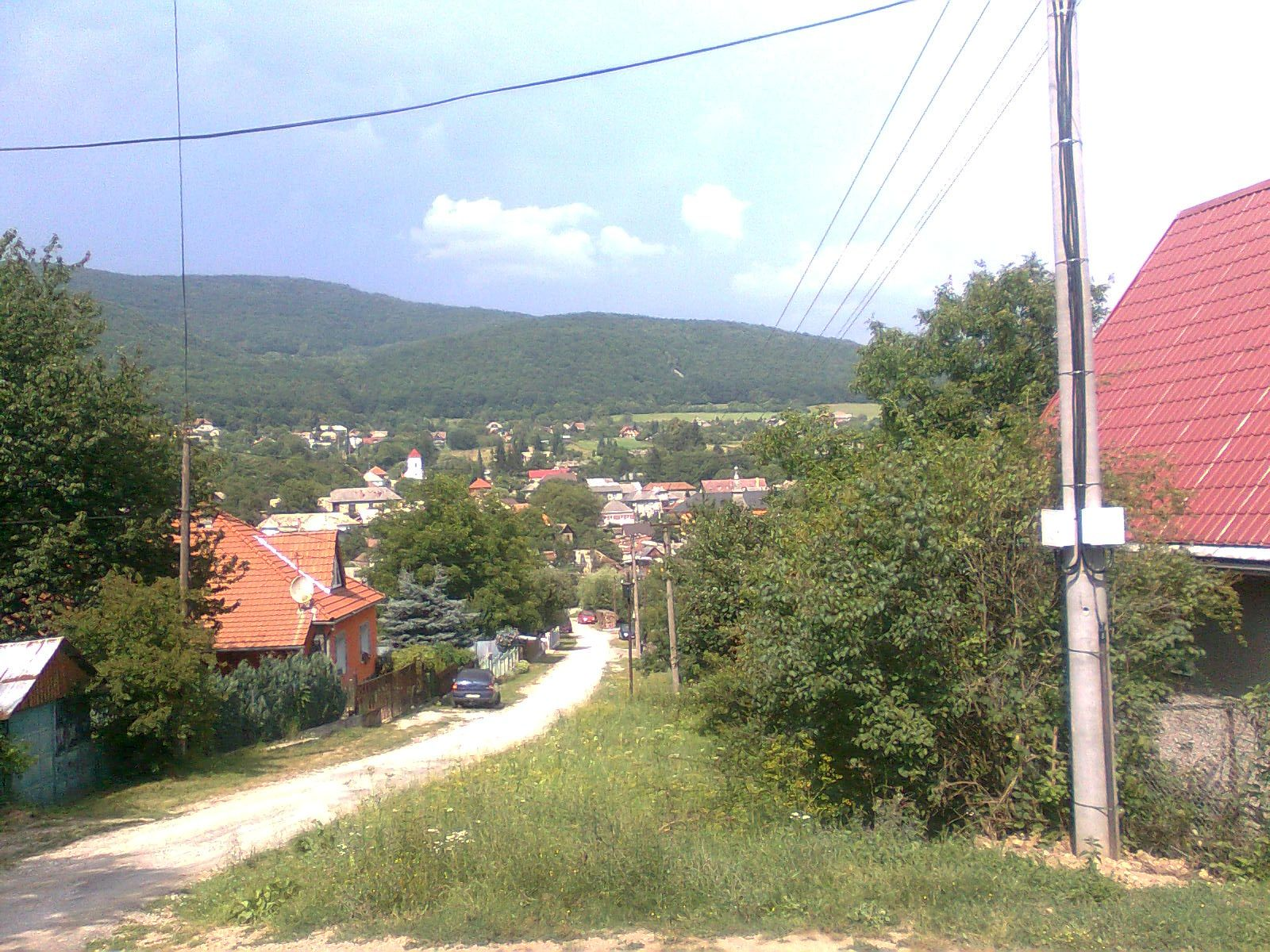
Rakovnica

Die Gemeinde befindet sich im Slowakischen Erzgebirge am Westrand des Talkessels Rožňavská kotlina und am Nordrand des Slowakischen Karsts, am Bach Honský potok im Einzugsgebiet der Slaná. Das Ortszentrum liegt auf einer Höhe von 400 m n.m. und ist siebeneinhalb Kilometer von Rožňava entfernt.
Nachbargemeinden sind Rožňavské Bystré im Westen und Norden, Rudná im Osten, Kružná im Südosten und Süden und Plešivec im Südwesten.

## Geschichte

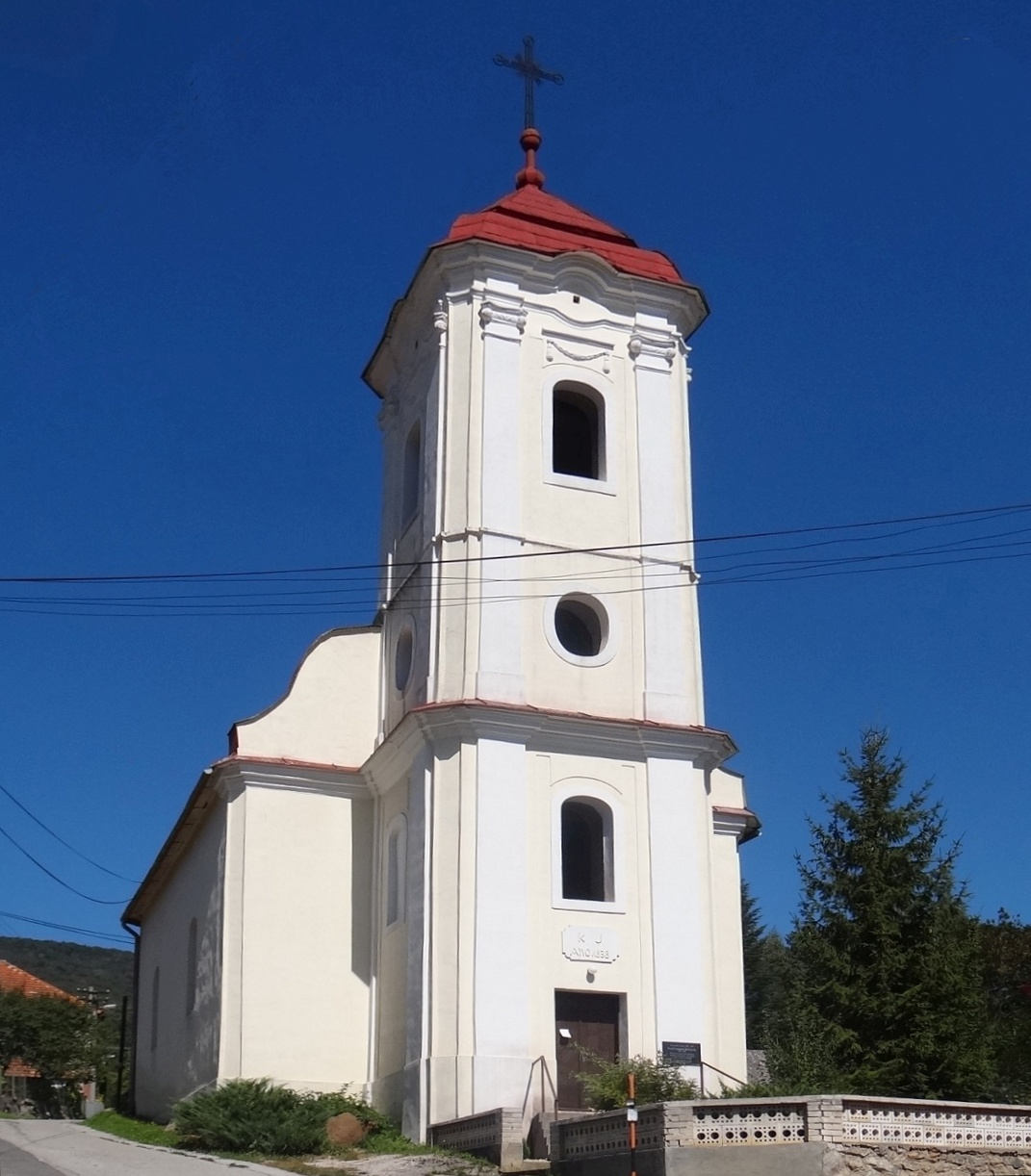
Evangelische Kirche

Rakovnica wurde zum ersten Mal 1327 als Rakunchas schriftlich erwähnt und entstand im 13. Jahrhundert als eine Köhlersiedlung im Herrschaftsgebiet der Burg Brzotín. Das Dorf war Besitz des Geschlechts Mariássy, in der Neuzeit folgten verschiedene landadlige Familien. 1362 zogen die Einwohner vom ursprünglichen Standort am Fuße des Bergs Mních weiter südlich an die heutige Stelle um. 1427 gab es 14 Porta, im 16. Jahrhundert ließen sich Walachen im Ort nieder. Eine Pestepidemie in den Jahren 1709 und 1710 kostete 109 Menschen das Leben. 1773 wohnten hier 25 leibeigene Bauern- und 24 Untermieterfamilien, 1828 zählte man 42 Häuser und 448 Einwohner, die als Bergleute in umliegenden Bergwerken, Fuhrmänner und Landwirte beschäftigt waren.
Bis 1918/1919 gehörte der im Komitat Gemer und Kleinhont liegende Ort zum Königreich Ungarn und kam danach zur Tschechoslowakei beziehungsweise heute Slowakei. Auf Grund des Ersten Wiener Schiedsspruchs lag er von 1938 bis 1945 noch einmal in Ungarn.

## Bevölkerung
| Jahr                | 1994 | 2004    | 2014    | 2024    |
| ------------------- | ---- | ------- | ------- | ------- |
| Anzahl der Personen | 602  | 586     | 591     | 570     |
| Unterschied         |      | −2,65 % | +0,85 % | −3,55 % |

| Jahr                | 2023 | 2024    |
| ------------------- | ---- | ------- |
| Anzahl der Personen | 577  | 570     |
| Unterschied         |      | −1,21 % |

Nach der Volkszählung 2011 wohnten in Rakovnica 612 Einwohner, davon 566 Slowaken, 14 Magyaren, fünf Tschechen und zwei Roma. 25 Einwohner machten keine Angabe zur Ethnie.
169 Einwohner bekannten sich zur Evangelischen Kirche A. B., 117 Einwohner zur römisch-katholischen Kirche, jeweils fünf Einwohner zur evangelisch-methodistischen Kirche und zur reformierten Kirche, drei Einwohner zur griechisch-katholischen Kirche und ein Einwohner zu den Zeugen Jehovas. Ein Einwohner bekannte sich zu einer anderen Konfession, 232 Einwohner waren konfessionslos und bei 78 Einwohnern wurde die Konfession nicht ermittelt.

## Baudenkmäler

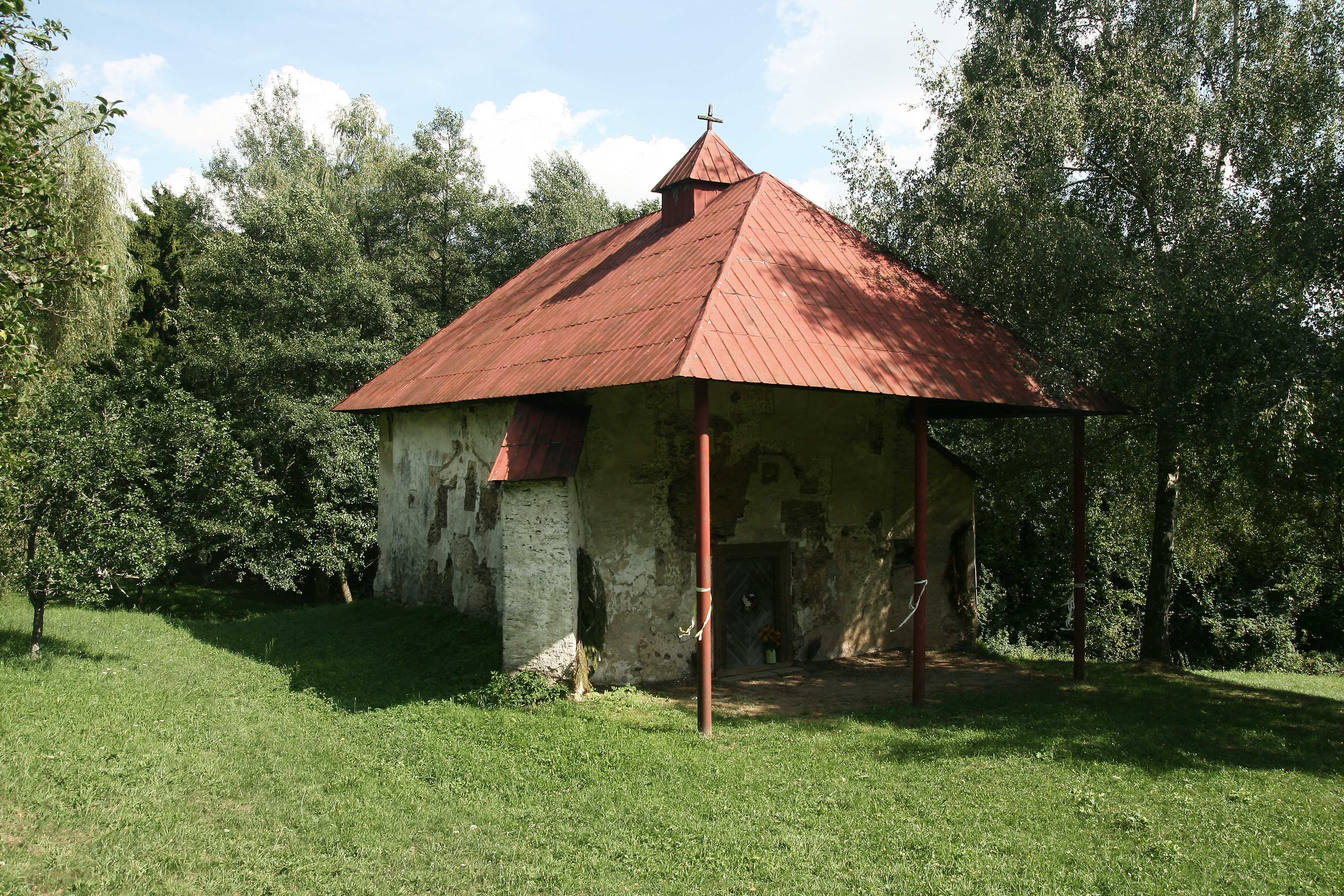
Kirche Hl. Maria Magdalena

- evangelische Kirche im klassizistischen Stil aus dem Jahr 1836[6]
- römisch-katholische Kirche Hl. Maria Magdalena, ein spätromanischer Sakralbau aus dem 13. Jahrhundert, Wallfahrtsort[7]
- römisch-katholische Kirche im klassizistischen Stil aus dem Jahr 1853

## Verkehr
Durch Rakovnica führt die Straße 2. Ordnung 526 zwischen Štítnik und Rožňava.